# Alsace et Lorraine
Alsace et Lorraine (în română Alsacia și Lorena), cunoscut și ca Vous n'aurez pas l'Alsace et la Lorraine (în română Nu veți avea Alsacia și Lorena), este un cântec patriotic francez cu versuri scrise de Gaston Villemer⁠(d) și Hippolyte Nazet⁠(d) și pus pe muzică de Ben Tayoux⁠(d). El a fost scris în 1871, după Războiul Franco-Prusac, care s-a încheiat cu anexarea provinciilor franceze Alsacia și Lorena la noul Imperiu German.

## Context și analiză
Acest cântec se înscrie în contextul apariției revanșismului francez și evocă speranța alsacienilor și lorenilor de a redeveni francezi.
Refrenul cântecului a devenit celebru în cursul timpului.

## Versurile cântecului
| “ | France, à bientôt ! car la sainte espérance Emplit nos cœurs en te disant : Adieu ! En attendant l'heure de délivrance. Pour l'avenir… nous allons prier Dieu. Nos monuments où flotte leur bannière Semblent porter le deuil de ton drapeau. France, entends-tu la dernière prière De tes enfants couchés dans leur tombeau ? Refren: Vous n'aurez pas l'Alsace et la Lorraine, Et malgré vous nous resterons Français ; Vous avez pu germaniser la plaine, Mais notre cœur, vous ne l'aurez jamais. Eh quoi ! nos fils quitteraient leur chaumière Et s'en iraient grossir vos régiments ! Pour égorger la France, notre mère, Vous armeriez le bras de ses enfants ! Ah ! vous pouvez leur confier des armes, C'est contre vous qu'elles leur serviront, Le jour où, las de voir couler nos larmes, Pour nous venger leurs bras se lèveront. Refren: Vous n'aurez pas l'Alsace et la Lorraine, Et malgré vous nous resterons Français ; Vous avez pu germaniser la plaine, Mais notre cœur, vous ne l'aurez jamais. Ah ! jusqu'au jour où, drapeau tricolore, Tu flotteras sur nos murs exilés, Frère, étouffons la haine qui dévore Et fait bondir nos cœurs inconsolés. Mais le grand jour où la France meurtrie Reformera ses nouveaux bataillons, Au cri sauveur jeté par la Patrie, Hommes, enfants, femmes nous répondrons : Refren: Vous n'aurez pas l'Alsace et la Lorraine, Et malgré vous nous resterons Français ; Vous avez pu germaniser la plaine, Mais notre cœur, vous ne l'aurez jamais. (Gaston Villemer, Hippolyte Nazet, Les Chansons d'Alsace-Lorraine) | ” |

## Creație și interpretare
Potrivit jurnalistului și istoricului Martin Pénet⁠(d), cântecul a fost creat în 1871 de actrița și cântăreața de operă Chrétienno⁠(d) de la teatrul parizian  Eldorado⁠(d). A fost preluat apoi de Amiati⁠(d), Peschard și Gauthier. Prima sa înregistrare a fost realizată în 1899 de Henri Thomas. Cântecul a fost înregistrat apoi de mai mulți artiști între 1902 și 1995, printre care Adolphe Maréchal⁠(d) (1902), Jean Noté⁠(d) (1919), Georges Thill⁠(d) (1939), Germaine Montéro⁠(d) (1939) și Alain Vanzo⁠(d) (1995).

## Posteritatea cântecului
- Vous n'aurez pas l'Alsace et la Lorraine⁠(d), film regizat de Coluche si Marc Monnet⁠(d) și lansat în 1977.
- În baletul Les Animaux modèles⁠(d) (1940–1941) al lui Francis Poulenc, a treia scenă care prezintă fabula Leul îndrăgostit⁠(d) a lui La Fontaine folosește ca temă principală o versiune ușor modificată a ariei.[4] Opera a avut premiera în 1942 la Opéra Garnier în fața unui public format din ofițeri germani.
- Cei șase jandarmi din Saint-Tropez cântă refrenul cântecului în filmul Jandarmul la New York (1965).[5]